# Николаев, Семён Николаевич
Семён Николаевич Николаев (20 апреля 1880 или 20 апреля [2 мая] 1880, Начар-Убеево, Симбирская губерния — 4 июля 1976, Прага) — российский и белоэмигрантский юрист, общественный и политический деятель. Эсер, депутат Всероссийского Учредительного собрания (1917—1918).

## Биография

### Происхождение
Родился 20 апреля 1880 года в Начар-Убеево в чувашской крестьянской семье. Мать умерла, когда Семёну было меньше года. Учиться начал с десяти лет — в земской начальной школе в селе Тайба (1890—1894) Шемалаковской волости Буинского уезда. Через год поступил в 4-й класс Симбирской чувашской учительской школы, которую окончил с отличием в 1901 году; оставлен учителем русского языка и арифметики в женском училище при этой школе. С 1903 года — эсер. Участник революционного движения.
В 1903 году поступил в 4-й класс Симбирской духовной семинарии, которую окончил с отличием в 1906 году. Будучи семинаристом, включился в революционно-политическую деятельность. В 1906 году участвовал в тайном съезде чувашей, где была создана чувашская организация эсеров, был избран секретарём её комитета. По окончании семинарии поступил в Казанский университет на юридический факультет. С 1906 года проходит обучение на юридическом факультете Казанского университета. В 1906 году, когда в Казани стала выходить первая чувашская газета «Хыпар», Семён Николаев принимал активное участие в её выпуске и был её первым политическим обозревателем.
В 1909 выслан в Енисейскую губернию. В 1910 году окончил Казанский университет. Работал присяжным поверенным. Служил в Симбирском окружном суде в должности секретаря гражданского отделения суда и судебного следователя.
В 1915 году направлен в школу прапорщиков при Павловском военном училище, которую окончил в чине прапорщика; на военной службе с 1915 по 1917 год; служил в Симбирске в 142-м пехотном запасном полку. Летом 1917 избран мировым судьёй по Чебоксарам.

### 1917—1922
19 мая 1917 года на съезде малых народностей Поволжья С. Н. Николаев был избран представителем в комиссию для выработки положения о выборах в Учредительное собрание. В ноябре 1917 года избран депутатом Учредительного собрания от чувашского населения Симбирской губернии.
Заведующий чувашским подотделом Симбирского губернского комиссариата просвещения (март-июль 1918). После взятия большевиками Симбирска уехал в Самару, там его избрали секретарём Комитета членов Учредительного собрания (Комуча); начальник канцелярии КОМУЧ в Самаре с августа 1918 года.
Когда в конце октября или ноября 1918 года войска Советской власти продвигались вперёд, съезд членов Учредительного собрания переехал в город Екатеринбург, где продолжал борьбу с большевиками и Советской властью в составе членов Учредительного собрания как руководящего центра. 18 ноября 1918 года был арестован по приказу чехословацкого генерала Р. Гайда и находился под домашним арестом, далее вместе с другими членами съезда и членами Учредительного собрания отправлен под конвоем в город Уфу, где был отпущен на свободу. Прожил в городе Уфе дней 10, в начале декабря 1918 года был арестован колчаковцами и отправлен в тюрьму города Омск, где сидел до 27 декабря 1918 года. После освобождения выехал в город Владивосток, который также находился под контролем Российского государства, оказавшегося в то время под управлением т.н. Верховного правителя А. В. Колчака.
Во Владивостоке работал в окружном суде (март 1919). Товарищ управляющего делами юстиции Приморской земской управы, мировой судья 2-го участка Владивостока (1920). Сотрудничал в эсеровской газете «Воля» (1920—1921). В 1921 году — член Учредительного собрания ДВР. Присяжный поверенный округа Владивостокской судебной палаты при коалиционном правительстве. После образования в Приморье «белого» государственного образования «Приамурский земский край» (1921—1922) — с приходом правительства С. Д. Меркулова — был уволен со службы; боясь ареста, в январе 1922 года эмигрировал из Владивостока на пароходе «Альмерия».

### В эмиграции
В конце марта 1922 года прибыл в Чехословацкую Республику. До 20 июня 1922 года был безработным.
В Праге был членом Союза русских студентов в ЧСР; работал секретарём, руководителем Общей канцелярии Земгора, созданного для оказания помощи российским эмигрантам в Чехословакии. Секретарь образованного в Праге областного комитета заграничных организаций ПСР (1923—1929).
С 1924 года — член Совета Института изучения России (Прага). Входил в Бюро Русской юридической консультации Земгора (с 1926), выступил с докладом «О правовом положении русских беженцев и мерах к его улучшению» на общем собрании юридической консультации (январь 1928). Участвовал в качестве секретаря областного комитета партии в Парижском съезде эсеров в начале мая 1928 года. В эмиграции встречался с А. Ф. Керенским. В 1927—1935 годах занимался политической деятельностью, писанием политических статей антисоветского содержания для белоэмигрантских книг и журналов — «Современные записки», «Воля России», «Знамя России».
Заведующий Русской народной библиотекой-читальней Земгора (1929—1945), ранее работал в комиссии по определению состава книжного фонда библиотеки (с 1926). Член Совета и Ученой комиссии Русского заграничного исторического архива (с 1935). Член Союза бывших судебных деятелей и юристов им. С. В. Завадского в Праге (1939).
В период оккупации Чехии (Протекторат Богемии и Моравии) сотрудничал с Пражским университетом. В конце марта 1944 года встречался с деятелями чувашской секции «Идель-Урал» Фёдором Паймуком и Иваном Скобелевым, выехавшими в командировку в Прагу, которые получили разрешение поехать к Семену Николаеву. По воспоминаниям Ивана Скобелева, Паймук хотел согласовать с Николаевым варианты герба Чувашии (под протекторатом Германии); Николаев спросил у гостей, как живут чуваши в СССР, и Скобелев ему образно расписал, что «на полях работают трактора и комбайны, что во всех больших селах открыты школы с 10-летним обучением, что между русскими и чувашами нет никакой разницы». Ф. Паймуком и С. Николаевым были разработаны отдельные нарукавные эмблемы для отличия поволжских легионеров от татарских военнослужащих легиона «Идель-Урал»; Николаев предложил эмблему с изображением на желтом фоне колосистой ржи со снопом и воткнутым серпом в него и надписью «Идель-Урал». На другой день вместе с С. Николаевым и его женой гости осмотрели достопримечательности Праги.

### Жизнь в СССР
После занятия Праги советскими войсками 24 мая 1945 арестован органами НКВД СССР. 11 июня 1945 года С. Н. Николаев был доставлен в Москву и заключён в особую тюрьму Наркомата государственной безопасности СССР. Допросы производились 28 июня, 6, 14 и 25 июля, 16 августа. 16 августа С. Н. Николаеву было предъявлено обвинение по статье 54 (пункты 4 и 11); 18 августа был подписан протокол об окончании следствия.
24 сентября 1945 Особым совещанием при НКВД СССР приговорён к тюремному заключению сроком на 5 лет за «принадлежность к контрреволюционной организации» (КОМУЧ), отправлен во Владимирскую особую тюрьму (1946); позднее сослан в Красноярский край (май 1950), где работал кочегаром на кирпичном заводе в селе Богучаны. Освобожден по амнистии 18 июня 1954 года, жил с перерывами с августа 1954 года по апрель 1956 года в Ульяновске. По сведениям Г. А. Александрова, С. Н. Николаев на несколько дней приезжал в родную деревню.

### Возвращение в Прагу
Вернулся в Прагу 5 мая 1956 года. В начале 1961 года обратился с заявлением о его реабилитации в Главную военную прокуратуру СССР. Оно не было удовлетворено.
Похоронен на Ольшанском кладбище.
Реабилитирован в 1992 году.

## Семья
Отец: Николай Захарович (1854—1936/1937), крестьянин. Мать: Мавра Сергеевна (1860—1881). Мачеха: Акулина Константиновна.
Братья: Михаил (р. 1885), Петр (1888—1960), Максим (1897—1937), Григорий (р. 1905), Алексей (ум. 1918), Афанасий. Сестры: Параскева, Татьяна, Елизавета (р. 1895), Пелагия (1907—1935).
Женился Семен Николаевич в Симбирске весной 1910 года. Его единственную жену звали Зинаида Даниловна Чумейкина. Родилась она в 1888 или 1889 году в Симбирске, умерла в 1968 году. Детей не было.

## Работы
Автор мемуаров «Крушение Комуча» (ГА РФ).
В 2015 году в Праге изданы воспоминания С. Н. Николаева. Впервые эта книга была выпущена в 2002 году усилиями Георгия Овсянникова и Ильи Сташевского. Второе издание исправлено и дополнено редакторскими примечаниями, а также иллюстрациями из архива С. Н. Николаева, хранящегося в Национальном архиве Чешской Республики.
В Чебоксарах проводятся Николаевские чтения.

## Комментарии
1. ↑  Ныне — Красномайск в Батыревском районе Чувашии.